# Los Verdes Ecopacifistas
Los Verdes Ecopacifistas, también llamados Los Verdes Ecopacifistas de Centro Moderado, es un partido político ecologista y pacifista español de ámbito nacional. Su constitución se remonta al año 1988, por lo que se trata del partido verde español más antiguo que todavía permanece en activo (Los Verdes-Grupo Verde nació en 1994 y la Confederación de los Verdes en 1995) -aunque es una transformación de Los Verdes, fundado en 1984 por Abelardo Lloret López. 
Los Verdes Ecopacifistas en 2010 seguían las líneas de actuación del Partido Verde Europeo, como declararon tras la fusión con Verds-Greens-Verdes del Mediterráneo, partido de ámbito valenciano; manteniendo el nombre de Los Verdes Ecopacifistas. Participan junto con Los Verdes-Grupo Verde en la Mesa de Unidad de los Verdes, a diferencia de otros partidos verdes que se han integrado en Equo, fruto del trabajo de unificación de la Coordinadora Verde.

## Ideología
A su visión ecologista y pacifista hay que añadirle una dimensión animalista. En 2010 Arturo Pérez, presidente de la Asociación Contra la Tortura y Maltrato Animal (Actyma), se integró en el Consejo Asesor Animalista del partido. También se han posicionado contra el uso con fines civiles de la energía nuclear exigiendo el cierre de la central nuclear de Cofrentes. El partido defiende también una visión nacionalista valenciana, de defensa de los derechos del colectivo LGTBI, de la Constitución y de más autonomía para Valencia.
En 2011 inscribieron como miembros honoríficos de la formación a los premios Nobel de la Paz a Liu Xiaobo, Aung San Suu Kyi y a Nelson Mandela.
En 2014 apoyaron el manifiesto fundacional de Recortes Cero.
El 26 de mayo de 2018, la Asamblea General de Afiliados se reunió en la ciudad de Benidorm, eligió como presidente del partido a Juan García García y reelegidos como secretario general a Francisco Marco Juan y vicepresidente a Alejandro Escribano Sanmartín.

### Controversias
El periódico Público vinculó al vicepresidente del partido, Alejandro Escribano Sanmartín, con la dirección de dos promotoras inmobiliarias: Vega de la Selva y Sibana, así como por ser el primo del redactor del Plan General de Ordenación Urbanístico (PGOU) de Valencia Alejandro Escribano Beltrán. También han sido mencionadas vinculaciones de otros integrantes del partido con otras promotoras inmobiliarias. En marzo de 2011 el partido presentó una iniciativa legislativa popular (ILP) para cancelar hipotecas a cambio de las viviendas. Esto generó muchas críticas, entre las que se encuentran la por entonces presidenta de la PAH Ada Colau que la llamó la ILP de la vergüenza, a las que el presidente del partido Abelardo Lloret respondió defendiendo su postura. Finalmente los Verdes Ecopacifistas solicitaron a la Mesa del Congreso que considerase retirada la ILP, aceptando la que varias entidades catalanas presentaron.

## Resultados electorales
LVE se presentaron a las elecciones generales del 2000 y de del 2004 logrando, respectivamente, 22.220 votos (0,10%) y 37.499 (0,14%). En las elecciones generales de 2008 se presentó en la Comunidad Valenciana en coalición con Els Verds del País Valencià como Els Verds-Los Verdes (EV-LV), obteniendo 7.824 votos (0,03%).
En cuanto a resultados locales, en las elecciones autonómicas valencianas y municipales de 2007 se presentaron coaligados con Unión Valenciana y Unión Centrista Liberal, logrando 22.789 votos (0,95%) en las Cortes Valencianas.
En elecciones a las Cortes Valencianas de 2011 se presentó en la coalición Verdes y Ecopacifistas, compuesta por LVE, Els Verds del País Valencià y Los Verdes-Grupo Verde, con Pura Peris como cabeza de lista; logró 31.897 votos (1,28%), siendo la sexta lista más votada en la Comunidad Valenciana. Los Verdes Ecopacifistas presentó en la misma coalición listas verdes independientes en Alicante, Castellón, Elche y Valencia con la misma denominación Verdes y Ecopacifistas, así como en La Eliana, Mislata, Silla, Alfaz del Pí, Benidorm, Altea y Finestrat. Anteriormente se había propuesto que fuese Carolina Punset la candidata a la presidencia, pero el distanciamiento entre Los Verdes Ecologistas y Punset hizo que esta finalmente no formase parte de la candidatura. En las elecciones de 2011 también se presentó, pero en solitario, en Aragón,Navarra, Región de Murcia, y Castilla y León.

### Elecciones europeas 2014
La Junta Electoral Central no aceptó la candidatura de Los Verdes Ecopacifistas para elecciones europeas de 2014, presentada el último día de la convocatoria, por no cumplir los requisitos necesarios. Los requisitos para ser aceptada eran la presentación de 15.000 firmas de electores ya que el partido con contaba con representación parlamentaria. Se requerían, además, 54 candidatos con una composición equilibrada entre hombres y mujeres.
El vicepresidente del partido, Alejandro Escribano Sanmartín, se presentó como candidato en la lista de Alternativa Republicana (ALTER).

### Elecciones municipales 2015
Para las elecciones municipales de 2015 valencianas se presentaron en una coalición política bautizada como Junts, junto a los partidos Demòcrates Valencians, Ciudadanos de Centro Democrático y ciudadanos independientes, autodefinida como de "ámbito valencianista" y "centrista verde".

### Elecciones autonómicas 2015
Para las elecciones autonómicas valencianas también se presentaron bajo la coalición Junts, esta vez junto a Esquerra Nacionalista Valenciana, República Valenciana/Partit Valencianista Europeu e Independientes con Carles Muñoz como candidato a la presidencia de la Generalitat.

### Elecciones generales de 2015
En las elecciones generales de 2015 obtuvieron 3.278 votos.

### Elecciones generales de 2016
En las elecciones generales de 2016 Los Verdes Ecopacifistas se presentaron en la provincia de Alicante y obtuvieron 2.986 votos.

### Elecciones generales de 2019
En las elecciones generales de abril y de noviembre 2019 se presentaron en coalición con Avant bajo el nombre de Coalición de AVANT Adelante Los Verdes Ecopacifistas, para Congreso y Senado  con el candidato Vicente M. Bellvís Martín. 

### Elecciones autonómicas de 2019
En las elecciones a las Cortres Valencianas de 2019 se presentaron en coalición con Avant bajo el nombre de Coalición de AVANT Adelante Los Verdes Ecopacifistas, presentando listas en todas las circunscripciones de la Comunitat.

### Elecciones autonómicas de 2023
En las elecciones a las Cortes Valencianas de 2023 se presentaron en una coalición con Decidix, una federación valenciana de partidos de tendencia blavera formada en el año 2021 a partir de las formaciones Pueblo Democrático, Acción Nacionalista Valenciana y Avant.